# Cicurina robusta
Cicurina robusta es una especie de araña araneomorfa del género Cicurina, familia Hahniidae. Fue descrita científicamente por Simon en 1886.
Habita en los Estados Unidos (Arkansas, Colorado, Connecticut, Delaware, lowa, Montana, Nuevo México, Ohio, Pensilvania, Texas, Utah, Wisconsin, Wyoming) y también en Manitoba. La hembra mide 5,8 a 9,1 mm y el macho de 5 a 6,7 mm.